# Ozava Szeidzsi
Ozava Szeidzsi (小澤 征爾, nyugaton Seiji Ozawa, vezetékneve Odzava átírással is) (Fengtien, Liaoning tartomány, Kína, 1935. szeptember 1. –	Tokió, 2024. február 6.) Grammy- és kétszeres Primetime Emmy-díjas japán karmester.

## Pályafutása
Japán szülők gyerekeként született Kínában. Már fiatal korában magánúton zongorázni tanult, Johann Sebastian Bach zenéit tanulta Noboru Toyomasunál. Miután befejezte a Seijo Junior iskolát, 16 évesen a Toho School of Music tagja lett mint zongorista. Amikor két ujja alkalmatlanná vált a zongorázásra, figyelme a karmesterség és a zeneszerzés felé fordult: elkezdett tanulni Hideo Saitónál. Néhány évvel később, 1954-ben már első szimfonikus zenekarának, a Nippon Hosso Kyokainak lett karmestere.
Ezután rövid időn belül a Japán Filharmonikusok karmestere, négy évvel később pedig, 1958-ban első díjat nyert a Toho School of Musicnál zeneszerzőként és karmesterként. Ezek után Párizsba költözött; 1959-ben első díjat kapott Besançonban. Ezt követően Charles Munch invitálására a Berkshire Music Centerbe, Tanglewoodba ment tanulni. 1960-ban elnyerte a Koussevitzky-díjat, Tanglewood legmagasabb díját mint külföldi tanuló. Rövidesen múlva Berlinbe ment, Herbert von Karajan tanítványaként. Tanulmányai után Leonard Bernstein meghívta a New York-i filharmonikusokhoz, s a következő négy évet ott töltötte.
Az 1960-as években karrierje kiteljesedett: 1962-ben bemutatkozott a San Franciscó-i Szimfonikus zenekarban a Ravinia Fesztiválon. 1965-ben, miután elhagyta a New York-i Filharmonikusokat, a Ravinia Fesztivál művészeti igazgatója lett, ezzel egy időben betöltötte a Torontói Szimfonikus Zenekar művészeti igazgatói székét is 1969-ig. Ebben az időszakban igazgatta a Philadelphiai, valamint a Bostoni és a Japán Filharmonikus zenekart is.
1970-ben a San Franciscó-i Szimfonikusok zenei igazgatója, ebben az évben egyben a Berkshire Zenei Fesztivál zenei igazgatója is. 1973-ban elnyerte a Bostoni Szimfonikus Zenekar zenei igazgatói posztját. 1976-ban Európában és Japánban turnézott a Bostoni Szimfonikusokkal. 1980-ban elnyerte a Japán Filharmonikus Zenekar zenei igazgatói székét.
2002-ben elhagyta a Bostoni Szimfonikusokat, és a Bécsi Operaház zenei igazgatója lett. A 2002-es Újévi koncertet már az ő vezényletével láthatta a világ. Számos fiatal tehetség tanult nála. Karmesterségére jellemző volt az energia, személyes varázs; a zenekart általában pálca nélkül dirigálta.
2016. február 15-én Grammy-díjat kapott az év legjobb operafelvételéért, Ravel: A gyermek és a varázslat-ért.

## Díjai
- 1958 – a The Toho School of Music első helyezése karmesterként és zeneszerzőként.
- 1959 – a franciaországi Besançonban megtartott nemzetközi karmesterverseny első helyezése.
- 1960 – Koussevitzky-díj Tanglewoodban a külföldi karmesterek hallgatói között.
- 2000 – a Harvard Egyetem tiszteletbeli doktora.
- 2001 – a francia Académie des Beaux-Arts de l’Institut tiszteletbeli tagja.
- 2004 – a Sorbonne Egyetem tiszteletbeli doktora.